# José de la Mata Amaya
José de la Mata Amaya (Cadis, 1961) és un jutge espanyol. Entre d'altres, ha continuat les investigacions del Cas Pujol, el Cas Gürtel, el finançament irregular del Partit Popular, iniciades per Pablo Ruz, i el cas d'espionatge a Julian Assange a l'ambaixada equatoriana del Regne Unit.

## Trajectòria
Llicenciat en Dret per la Universitat de Cadis i diplomat universitari en Ciències Econòmiques i Empresarials, va ingressar a la carrera judicial per oposicions el 1987. Inicialment va estar destinat al Jutjat d'Instrucció número 5 de Las Palmas de Gran Canaria i més endavant al Jutjat de Primera Instància i Instrucció número 4 de Cadis. Entre 1993 i 2001 va exercir com a lletrat del Consell General del Poder Judicial i en 2003 va ser nomenat advocat del Tribunal Constitucional. El 2005 va obtenir la plaça de magistrat a l'Audiència de Madrid.
Posteriorment, entre 2009 i 2011 va ser director general de Modernització de Justícia durant el Govern de José Luis Rodríguez Zapatero. Durant aquest període va establir amistat amb la també magistrada Carmen Lamela. Quan Gallardón fou nomenat ministre, de la Mata va continuar amb la seva carrera com a magistrat, aquesta vegada a la sala penal de l'Audiència Provincial de Madrid. El 2013 es va presentar sense èxit com a candidat a vocal del CGPJ.
L'abril de 2015 es va incorporar a l'Audiència Nacional com a màxim responsable del Jutjat Central d'Instrucció número 5, després d'haver resultat el magistrat amb més antiguitat de l'escalafó dels 18 presentats al càrrec. Ho faria en comissió de serveis, ja que el titular de la plaça, Miguel Carmona, va ser designat magistrat d'enllaç al Regne Unit després d'una campanya en defensa de la permanència de jutge Pablo Ruz al jutjat. Ruz era el jutge que havia portat el Cas Gürtel.
Des de llavors ha gestionat causes com el Cas Pujol, el Cas Gürtel, el cas Fitonovo, el cas contra la cúpula de la SGAE, el cas Madeja, el cas Falciani, el cas Neymar, el cas Aristegui, el cas De la Serna, Entre altres seves accions destacades estan la d'incloure a Benjamin Nentanyahu als fitxers policials espanyols en referència a l'atac a la Flotilla de la Libertad on van morir tres espanyols.

## Vida personal
José de la Mata està casat amb la fiscal Ana María Martín Escalera, amb qui té dos fills, Antonio i Francisco de Asís; tots ells resideixen a Madrid. És cristià practicant, esportista maratonià i parla anglès i francès. És amant de l'òpera i del cinema. No està afiliat a cap associació de jutges.